# Pellaea ambigua
Pellaea ambigua är en kantbräkenväxtart som först beskrevs av Fée, och fick sitt nu gällande namn av Bak. Pellaea ambigua ingår i släktet Pellaea och familjen Pteridaceae. Inga underarter finns listade.